# Antoni Viñallonga i Martí
Antoni Viñallonga i Martí (Badalona, 1880 - Badalona, 16 d'octubre de 1971) va ser un industrial badaloní que va ser president del Joventut de Badalona. Entre la família verd-i-negra era conegut com l'Avi.
Viñallonga era un empresari badaloní propietari d'una foneria metal·lúrgica a Badalona. L'any 1948 va adquirir els solars del carrer Latrilla, amb la intenció d'ampliar la seva indústria, amb la particularitat que eren els terrenys on s'entrenava i disputava els seus partits en aquelles dates el Joventut de Badalona. Les negociacions entre l'empresari i el club es van convertir en un estira-i-arronsa, fins que el Sr. Viñallonga va trobar la solució al conflicte: va contactar personalment amb l'aleshores batlle de la ciutat, en Lluís Maristany, per aconseguir l'habilitació d'uns terrenys a la Plana per a fer un nou camp de bàsquet. El nou camp es va inaugurar el de juliol d'aquell mateix any.
Anys més tard col·laborà en les reformes del camp, dirigí les obres de pavimentació de la pista, i a finals de la dècada dels 50 va ajudar el cobriment de la mateixa. A les acaballes de l'any 1952 va cedir el càrrec de president del club, recollint el relleu de Xavier Estruch. Va ser el president del club badaloní fins a l'any 1962.
L'any 1962 rebia de la mà de Samaranch la medalla al Mèrit Esportiu atorgada per la "Delegación Nacional de E. F. y Deportes". També va ser nomenat President d'Honor del Joventut. Va morir el 16 d'octubre de 1971.